# Битка код Калиманција
Битка код Калиманција је вођена између српске и бугарске војске током Другог балканског рата између 4. и 19. јула 1913. Бугарска војска је успела да спречи српске снаге да се пробију у југозападну Бугарску и не дозволи њихово спајање са грчком војском у долини Струме.

## Почетак битке
Дана 4. јула 1913. године започела је битка. Бугари су под командом генерала Михаила Савова и Николе Иванова брзо напредовали. Српска 1. армија под командом генерала Радомира Путника одмах се супротставила Бугарима. Обе стране су имале велике губитке. Срби су се добро борили али су морали да се повуку према Пироту и Нишу ради одбране.

## Исход битке
Код Калиманција Бугари су успели да зауставе српску офанзиву и натерају српску војску на повлачење према Пироту и Нишу. Стога, Срби су били принуђени да поново организују напад и одбаце бугарску армију.